# Svenya Cheyenne
Svenya Cheyenne (* 15. Mai 1993 in München) ist eine deutsche Schauspielerin.

## Leben
Im Alter von vier Jahren nahm Svenya Cheyenne professionellen Turn-, Tanz und Gesangsunterricht. Seit sie 13 Jahre alt ist, dreht sie für Film und Fernsehen. 2007 kam sie durch einen Schauspielworkshop der Bavaria Filmstudios unter der Leitung von Elli Stark zur Schauspielerei und lernte ihre damalige Agentin kennen. Im selben Jahr war sie in diversen Werbespots für kabel eins unter der Regie von Philip Haucke und in dem Kurzfilm „Alle lieben Timo“ zu sehen. Es folgten Rollen in den Kurzfilmen Vis-a-Vis unter der Regie von Julia Sophie Schabus und Zwei Zimmer, Balkon, welcher 2010 den „Studio Hamburg Nachwuchspreis“ in der Kategorie „Bester Kurzfilm“ erhielt. Regie führte der Absolvent der Hochschule für Fernsehen und Film München Enno Reese.
2010 übernahm sie eine Episodenhauptrolle in der KIKA-Jugendserie Dasbloghaus.tv unter der Regie von Peter Wekwerth und stand anschließend, gemeinsam mit Henriette Confurius, Aylin Tezel und Tim Oliver Schultz, für den Kinofilm Ameisen gehen andere Wege (Regie: Catherine Deus) vor der Kamera. 2012 war sie in diversen Hauptrollen, u. a. in „Großer, starker Bruder“ und „Wiederfleischwerdung“ (Regie: Melanie Waelde), zu sehen.
Sie war von 2010 bis 2011 Mitglied des Jugendensembles (Young Horses Lounge) des Bayerischen Staatsschauspiels.
Für den Kurzfilm „Vis-a-Vis“, in dem sie die Rolle der französischen Claire verkörperte, erhielt sie 2012 den Münchener Jugendfilmpreis des „flimmern&rauschen“-Filmfestivals.
Svenya Cheyenne lebt in Berlin.

## Filmografie (Auswahl)
- 2007: Alle lieben Timo, Kurzfilm
- 2007: EchtKabel.1, Werbespots (diverse)
- 2009: Zwei Zimmer – Balkon, Kurzfilm[1]
- 2010: Vis-a-Vis, Fernsehfilm
- 2010: Dasbloghaus.tv, Fernsehserie
- 2010: Ameisen gehen andere Wege, Kinofilm[2]
- 2012: Wiederfleischwerdung, Kurzfilm[3]
- 2012: Smile again – Pat Lawson, Musikvideo
- 2012: Großer, starker Bruder, Kurzfilm
- 2012: AOK Werbespot
- 2013: Kitty Kat – Eine unter Millionen, Musikvideo
- 2014: LAUT, Kurzspielfilm
- 2014: Mittel und Wege, Kurzspielfilm
- 2015: Trust the girls, Kurzfilm
- 2016: Die letzte Schlacht – DeKai, Musikvideo
- 2016: Leopardenblues, Kurzspielfilm
- 2016: Morden im Norden, TV-Serie, ARD, MDR, NDR
- 2017: Audio88 – Ab nach Hause, Musikvideo
- 2017: Fack ju Göhte 3, Kinospielfilm

## Auszeichnungen
- 2010: Studio Hamburg Nachwuchspreis in der Kategorie „Bester Kurzfilm“
- 2012: Münchner Jugendfilmpreis des „flimmern&rauschen“-Filmfestivals[4]